# El llibre negre (pel·lícula de 2006)
El llibre negre (títol original en neerlandès Zwartboek, títol internacional en anglès Black Book) és una pel·lícula de guerra del 2006 dirigida per Paul Verhoeven i protagonitzada per Carice van Houten, Sebastian Koch, Thom Hoffman i Halina Reijn. La pel·lícula va ser estrenada l'1 de setembre de 2006 al Festival de Cinema de Venècia i el 14 de setembre següent als Països Baixos. Aquesta pel·lícula ha estat doblada al català.

## Argument
La història tracta d'una jove dona jueva als Països Baixos que intenta sobreviure al final de la Segona Guerra Mundial. Rachel Stein és una bella cantant jueva, l'amagatall de la qual queda destruït fortuïtament per una bomba. Desesperada, decideix travessar el parc natural de Biesbosch juntament amb un altre grup de jueus cap als ja alliberats Països Baixos meridionals. No obstant això, una patrulla alemanya intercepta la barca i tots els passatgers excepte Rachel són massacrats.

## Repartiment
- Carice van Houten: Rachel Stein
- Sebastian Koch: Ludwig Müntze
- Thom Hoffman: Hans Akkermans
- Halina Reijn: Ronnie
- Waldemar Kobus: Günther Franken
- Derek de Lint: Gerben Kuipers
- Dolf de Vries: el norati Smaal
- Christian Berkel: el general Käutner
- Peter Blok: Van Gein
- Michiel Huisman: Rob
- Ronald Armbrust: Tim Kuipers
- Frank Lammers: Kees
- Matthias Schoenaerts: Joop
- Johnny de Mol: Theo
- Xander Straat: Maarten
- Diana Dobbleman: senyora Smaal

## Crítica[calcitació]
El director neerlandès Paul Verhoeven va arrasar a les taquilles del seu país natal amb aquest drama sobre una jove jueva que es fa espia durant la Segona Guerra Mundial després de sobreviure a una trobada amb els nazis. Malgrat el gran èxit econòmic, la premsa neerlandesa li va dedicar crítiques confrontades, encara que tots van coincidir en la gran interpretació de Carice van Houten. No obstant això, els premis que va rebre i la gran acollida que va obtenir a nivell internacional van provocar que El llibre negre va ser candidata per representar els Països Baixos en la cerimònia dels premis Oscar, encara que no va aconseguir ser seleccionada.

## Premis
La pel·lícula va estar nominada al BAFTA a la millor pel·lícula de parla no anglesa.